# Ostanes
Ostanes (en grec Ὀστάνης), o també Hostanes va ser un sacerdot, teòleg i mag persa que va acompanyar al rei Xerxes en la campanya contra els grecs a la segona guerra mèdica. Se'l considerava un fanàtic religiós i a ell s'atribueix la crema de l'Acròpoli d'Atenes i la introducció a Grècia de l'ocultisme persa. Era seguidor de Zaratustra i mobad o sacerdot del culte oficial.
Plini diu que era magister magorum omnium, el mestre de tots els mags, i que va "infectar" el món amb aquest "art monstruós". Apuleu el cita com a mag de gran prestigi, juntament amb Carmendes, un altre mag persa. Altres autors ressalten les seves qualitats de filòsof, tal com recull la Suda.
Només es coneix un títol de les seves obres, Octateuc, encara que és possible que sigui un escrit tardà que se li va atribuir. Coneixem el seu contingut per alguns fragments, que parlen de la descripció d'un déu superior, dels dimonis i de pràctiques màgiques. Amb el seu nom van circular diversos tractats d'astronomia i un sobre la força amagada en els animals, les plantes i les pedres. Per això se li atribueix una Λιθίκά, o tractat sobre les pedres. Existeixen fragments sobre receptes de la simpatia i antipatia de les plantes i animals a l'estil de Bolos de Mendes, que s'atribueixen a Ostanes. Alguns autors diuen que va ser mestre de Bolos.
Un altre Ostanes va ser fill de Darios II de Pèrsia.